# Трансаравийская железнодорожная магистраль Landbridge
Проект Трансаравийской железнодорожной магистрали Landbridge — это запланированный железнодорожный проект, который является частью Программы расширения железных дорог Саудовской Аравии.
Предназначенная главным образом для перевозки грузов, железная дорога соединит Джидду на побережье Красного моря с столицей Саудовской Аравии Эр-Риядом. Будет модернизирована существующая линия протяженностью 450 км между Эр-Риядом и Эд-Даммамом, а вторая новая линия протяженностью 115 км соединить Эд-Даммам с Эль-Джубайлеем в Персидском заливе. Построенные линии будут однопутными, но инфраструктура (включая мосты и туннели) будет спроектирована таким образом, чтобы в будущем можно было перейти на двухпутную.

## История
21 апреля 2008 года консорциум Tarabot, состоящий из семи саудовских компаний и Asciano of Australia, был выбран в качестве строителя, и владельца проекта Landbridge.
Завершение было запланировано на 2010 год, однако контракт не был подписан.
10 октября 2011 года правительство решило, что проект будет продолжен, но как государственный проект. Стоимость была оценена в 7 миллиардов долларов США.
В июле 2013 года был заключен контракт на проектирование 958-километрового участка проекта Джидда — Эр-Рияд. Суверенный фонд Саудовской Аравии (PIF) заключил контракт на подготовку детального проекта проекта c Italferr в августе 2015 года. На конференции и выставке Middle East Rail 2017 в Дубае 7 марта 2017 года президент SRO Румаих Аль Румаих объявил, что разработка проекта была завершена.